# ۲۴ سکستان
۲۴ سکستان یک ستاره است که در صورت فلکی شلیاق قرار دارد.